# Leptogaster tillyardi
Leptogaster tillyardi là một loài ruồi trong họ Asilidae. Leptogaster tillyardi được Hardy miêu tả năm 1935. Loài này phân bố ở miền Australasia.